# Alexis Gougeard
Alexis Gougeard (Rouen, 5 marzo 1993) è un ex ciclista su strada ed ex pistard francese, professionista dal 2014 al 2022 e nel 2024, vincendo una tappa alla Vuelta a España 2015, ed è ritornato a correre nel World Tour nel 2024.

## Palmarès

### Strada
- 2010 (Juniores)

Campionati francesi, Prova a cronometro Juniors
- 2011 (Juniores)

Campionati francesi, Prova a cronometro Juniors
1ª tappa Grand Prix Rüebliland (Safenwil > Safenwil)
Classifica generale Grand Prix Rüebliland
- 2012 (USSA Pavilly Barentin)

Grand Prix de Vassivière
3ª tappa Trois Jours de Cherbourg
- 2013 (USSA Pavilly Barentin)

1ª tappa Circuit du Mené
Classifica generale Tour de la Manche
1ª tappa Coupe des Nations Ville de Saguenay (La Baie > La Baie)
4ª tappa Tour de Dordogne
Prix de la Saint-Laurent Espoirs
Prologo Tour de l'Avenir (Louhans, cronometro)
- 2014 (AG2R La Mondiale, due vittorie)

Classic Loire-Atlantique
Boucles de l'Aulne
- 2015 (AG2R La Mondiale, cinque vittorie)

Classic Loire-Atlantique
3ª tappa Quatre Jours de Dunkerque (Barlin > Saint-Omer)
19ª tappa Vuelta a España (Medina del Campo > Avila)
Prologo Tour de l'Eurométropole (Obigies > Mont Saint-Aubert, cronometro)
Classifica generale Tour de l'Eurométropole
- 2017 (AG2R La Mondiale, una vittoria)

La Poly Normande
- 2019 (AG2R La Mondiale, tre vittorie)

3ª tappa Circuit Cycliste Sarthe - Pays de la Loire (Abbaye Royale de l’Épau > Mont des Avaloirs)
Classifica generale Circuit Cycliste Sarthe - Pays de la Loire
Boucles de l'Aulne
- 2023 (VC Rouen 76)

Grand Prix de Buxerolles
4ª tappa Tour de la Manche (La Haye-du-Puits > Isigny-le-Buat)
Grand Prix de Neufchâtel-en-Saosnois
Le Caux Tour
4ª tappa Tour de Côte d'Or (Arnay-le-Duc > Arnay-le-Duc)
4ª tappa Tour des Deux-Sèvres-Magasins
Classifica generale Tour des Deux-Sèvres-Magasins

#### Altri successi
- 2015 (AG2R La Mondiale)

Classifica giovani Étoile de Bessèges
Classifica giovani Tour de l'Eurométropole
- 2017 (AG2R La Mondiale)

Classifica scalatori Tour de Wallonie
- 2023 (VC Rouen 76)

Classifica a punti Tour de la Manche

### Pista
- 2010

Campionati francesi, Corsa a punti Juniores
- 2012

Campionati francesi, Inseguimento a squadre (con Alexandre Lemair, Julien Duval e Kévin Lesellier)
Campionati francesi, Corsa a punti Under-23

## Piazzamenti

### Grandi Giri
- Giro d'Italia

2021: 114º
- Tour de France

2016: 147º
2019: 115º
2022: 88º
- Vuelta a España

2015: 112º
2017: 99º
2018: ritirato (11ª tappa)

### Classiche monumento
- Milano-Sanremo

2017: 177º
2018: 79º
2021: 136º
- Giro delle Fiandre

2015: ritirato
2017: ritirato
2020: ritirato
2022: ritirato
2024: ritirato
- Parigi-Roubaix

2015: 26º
2017: fuori tempo massimo
2019: ritirato
2022: ritirato

### Competizioni mondiali
- Campionati del mondo

Copenaghen 2011 - Cronometro Juniors: 11º
Copenaghen 2011 - In linea Juniors: 106º
Toscana 2013 - Cronometro Under-23: 30º
Toscana 2013 - In linea Under-23: 57º
Ponferrada 2014 - Cronosquadre: 20º
Doha 2016 - Cronosquadre: 11º
Bergen 2017 - Cronometro Elite: 13º
Bergen 2017 - In linea Elite: ritirato
Innsbruck 2018 - Cronosquadre: 15º

### Competizioni continentali
- Campionati europei

Offida 2011 - Cronometro Juniores: 2º
Goes 2012 - Cronometro Under-23: 12º
Goes 2012 - In linea Under-23: ritirato
Olomouc 2013 - Cronometro Under-23: 7º
Olomouc 2013 - In linea Under-23: 14º
Glasgow 2018 - Cronometro Elite: 32º
Trento 2021 - Staffetta mista: 4º
- Giochi europei

Baku 2015 - Cronometro: 25º
Baku 2015 - In linea: ritirato
- Campionati europei su pista

San Pietroburgo 2010 - Inseguimento a squadre Juniores: 3º
San Pietroburgo 2010 - Corsa a punti Juniores: 6º
San Pietroburgo 2010 - Americana Juniores: 6º

## Riconoscimenti
- Vélo d'or Espoirs: 2013